# ヘイズ・セント・レジャー (第4代ドナラル子爵、1818-1887)
第4代ドナラル子爵ヘイズ・セント・レジャー（英語: Hayes St Leger, 4th Viscount Doneraile、1818年10月1日 – 1887年8月26日）は、アイルランド貴族、イギリスの政治家。

## 生涯
第3代ドナラル子爵ヘイズ・セント・レジャーとシャーロット・エスター・バーナード（Charlotte Esther Barnard、1794年1月28日 – 1846年2月7日、初代バンドン伯爵フランシス・バーナードの娘）の息子として、1818年10月1日に生まれた。1832年から1835年頃までイートン・カレッジで教育を受けた後、1837年5月30日にオックスフォード大学クライスト・チャーチに入学した。
1845年にコーク県長官を務め、1854年3月27日に父が死去するとドナラル子爵位を継承、同年6月13日にアイルランド貴族代表議員選挙での投票権を承認された。翌1855年に保守党の一員としてアイルランド貴族代表議員に当選、以降1887年まで務めた。
1887年1月にキツネに噛まれて狂犬病に感染した結果、同年8月26日に死去した。息子が夭折したため、祖父ヘイズの弟リチャード（1756年7月12日 – 1840年12月30日）の息子リチャード・トマス・アーサー（1790年4月1日 – 1875年1月28日）の息子リチャード・アーサーが爵位を継承した。

## 家族
1851年8月20日にメアリー・アン・グレーズ・ルイーザ・コニンガム（Mary Anne Grace Louisa Conyngham、1907年2月24日没、ジョージ・レノックス・コニンガムの娘）と結婚、1男2女をもうけた。
- ヘイズ・ウォラム（Hayes Warham、1852年）
- アーシュラ・クララ・エミリー（Ursula Clara Emily、1853年7月18日 – 1927年3月11日） - 1874年4月23日、第2代キャッスルタウン男爵バーナード・フィッツパトリック（英語版）と結婚
- メイ（May、1867年5月6日没）